# Хвойні ліси Хайда-Гваї
Хвойні ліси Хайда-Гваї або Ліси островів Королеви Шарлотти (ідентифікатор WWF: NA0525) — неарктичний екорегіон хвойних лісів помірної зони, розташований на островах Хайда-Гваї на заході Канади.

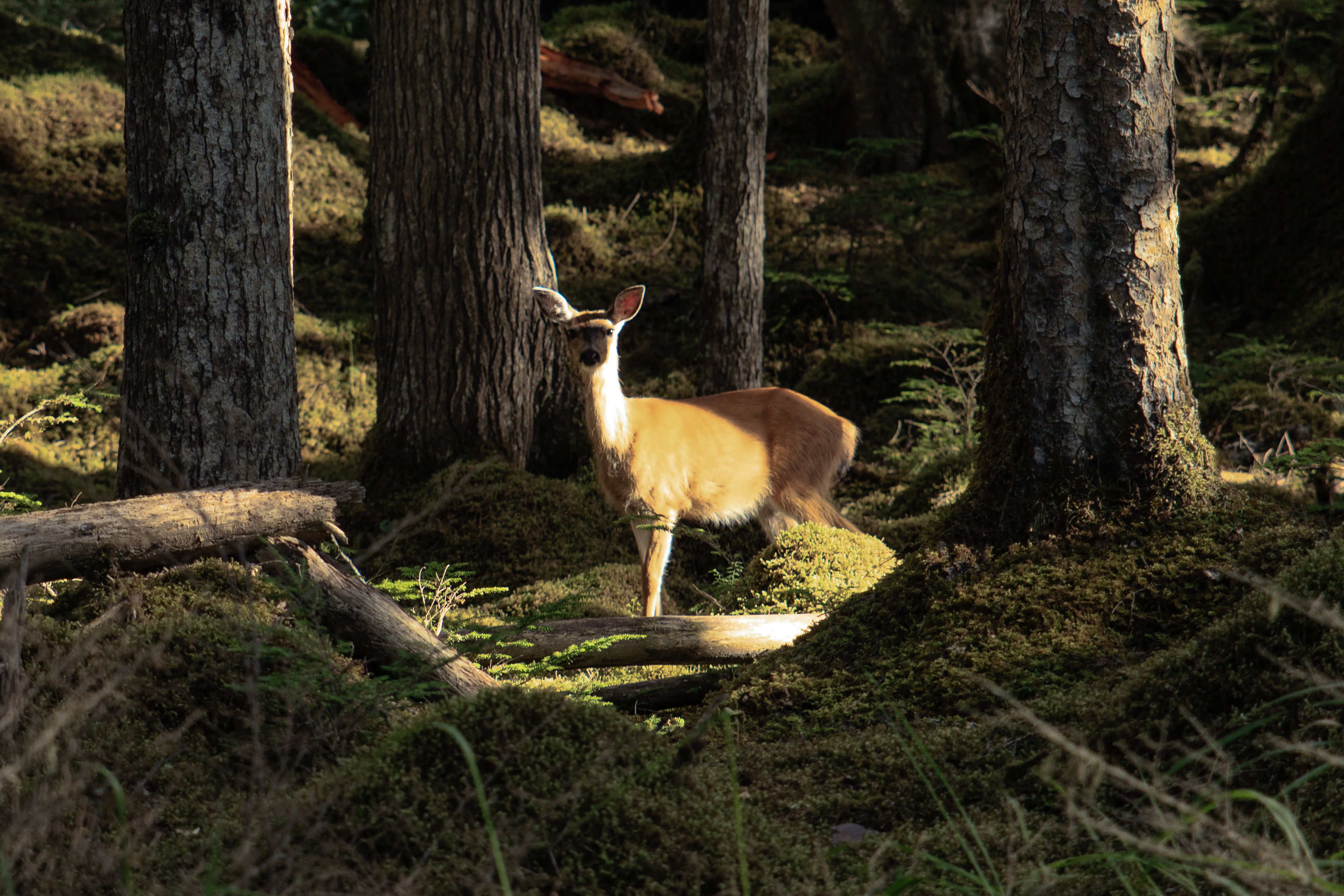
Чорнохвостий олень в лісі на острові Грем

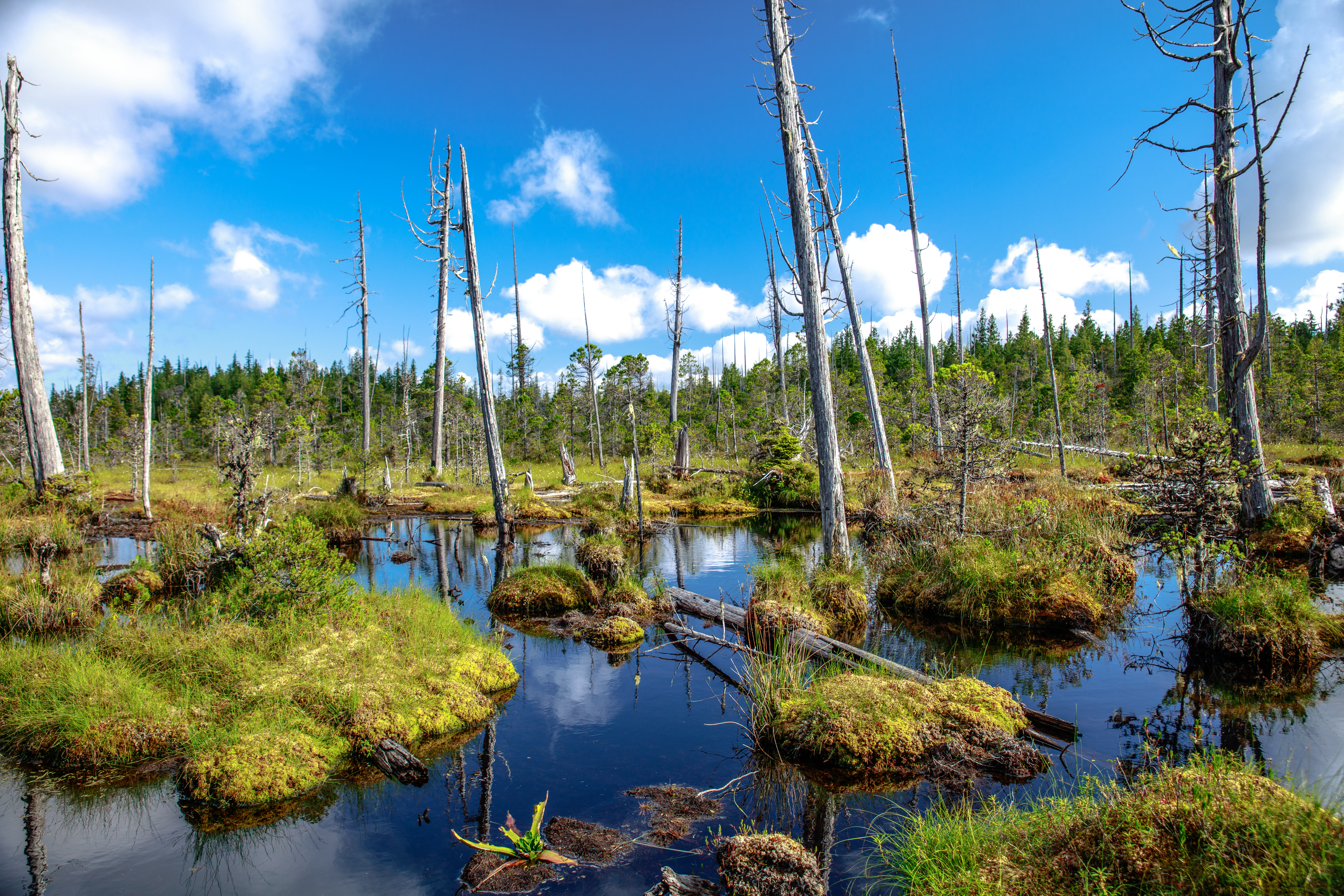
Болото на острові Грем

## Географія
Екорегіон хвойних лісів Хайда-Гваї охоплює архіпелаг Хайда-Гваї, розташований в Тихому океані. Він складається з двох основних островів — північного острова Грем та південного острова Морсбі, а також включає ще приблизно 150 менших островів. Острови регіону характеризуються гористими нерівними західними схилами та пологими східними низовинами. Вздовж всього архіпелагу з півночі на південь простягаються гори Королеви Шарлотти, які є найпівнічнішою частиною Острівних гір. Найвищою вершиною регіону є гора Морсбі заввишки 1164 м. Від материкової Британської Колумбії на сході архіпелаг відділений протокою Геката шириною 75-100 км, а від архіпелагу Олександра на півночі, що є частиною Аляски, — протокою Діксон-Ентранс завширшки 60-70 км. 
В часи останнього льодовикового періоду архіпелаг, принаймні частково, був вільним від льоду, та являв собою рефугіум. Це дозволило зберегтися на архіпелазі багатьом ендемічним видам та підвидам.

## Клімат
На більшій частині архіпелагу Хайда-Гваї домінує помірний морський клімат (Cfb за класифікацією кліматів Кеппена), а в горах — субполярний океанічний клімат (Cfc за класифікацією Кеппена). Середньорічна температура в регіоні становить 7,5 °C, середня літня температура — 11,5 °C, а середня зимова температура — 3,5 °C. Середньорічна кількість опадів коливається від 800 мм у східних районах до 4000 мм на західних гірських схилах.

## Флора
Основними рослинними угрупованнями екорегіону є помірні дощові ліси, змінені під впливом вітряного морського клімату. Їх основу складають велетенські туї (Thuja plicata), нутканські кипариси (Callitropsis nootkatensis), скручені сосни (Pinus contorta var. contorta) та західні тсуґи (Tsuga heterophylla). У добре дренованих районах поширені сіткійські ялини (Picea sitchensis), у водно-болотних угіддях — західні тсуґи (Tsuga heterophylla), скручені сосни (Pinus contorta) та червоні вільхи (Alnus rubra). На вершинах гір зустрічається субальпійське криволісся, основу якого складають гірські тсуґи (Tsuga mertensiana). Як для архіпелагу, розташованого на таких високих широтах, кількість ендемічних рослин, що зустрічаються на ньому, є надзвичайно великою — 10 видів та підвидів рослин з 9 родів.

## Фауна
Серед ссавців, поширених у лісах Хайда-Гваї, слід відзначити ендемічних хайда-гвайських барибалів (Ursus americanus carlottae) і хайда-гвайських видр (Lontra canadensis periclyzomae) та майже ендемічних хайда-гвайських горностаїв (Mustela haidarum haidarum), а також тихоокеанських куниць (Martes caurina), північно-західних оленячих мишей (Peromyscus keeni), гірських мідиць (Sorex monticolus), американських нічниць (Myotis lucifugus) та берегових нічниць (Myotis keenii). Крім того, на архіпелаг були інтродуковані сіткійські чорнохвості олені (Odocoileus hemionus sitkensis), вапіті (Cervus canadensis), звичайні ракуни (Procyon lotor), канадські бобри (Castor canadensis), болотяні ондатри (Ondatra zibethicus), червоні вивірки (Tamiasciurus hudsonicus), чорні пацюки (Rattus rattus) та сірі пацюки (Rattus norvegicus). Поява в регіоні цих тварин призвела до багатьох екологічних змін у екосистемі архіпелагу. Натомість ендемічний підвид карибу (Rangifer tarandus dawsoni), який колись зустрічався на острові, вимер на початку XX століття.
Серед поширених в екорегіоні птахів слід відзначити американського орябка (Bonasa umbellus), гірського тетерука (Dendragapus fuliginosus), червоноголового дятла-смоктуна (Sphyrapicus ruber), берингійського баклана (Phalacrocorax pelagicus), вогнистого колібрі-крихітку (Selasphorus rufus), кордильєрського волоочка (Troglodytes pacificus), світлоброву золотомушку (Regulus satrapa), американського підкоришника (Certhia americana), плямистоволого дрозда-короткодзьоба (Catharus guttatus), рудоспинну гаїчку (Poecile rufescens), західного піві-малюка (Empidonax difficilis), західного пісняра-лісовика (Setophaga townsendi), співочу пасовку (Melospiza melodia) та рябогруду вівсянку (Passerella iliaca townsendi). Ендеміками екорегіону є низка підвидів різних видів птахів — неоарктичного яструба (Accipiter striatus perobscurus), північного сича (Aegolius acadicus brooksi), волохатого дятла (Leuconotopicus villosus picoideus), чорноголової сизойки (Cyanocitta stelleri carlottae), рудобрового квічаля (Ixoreus naevius carlottae), дрозда-короткодзьоба Свенсона (Catharus ustulatus phillipsi) та тайгового смеречника (Pinicola enucleator carlottae).
Вражаючим явищем є прибуття на архіпелаг 1,5 мільйона морських птахів, які розмножуються в регіоні з травня по серпень. Чорногорлі моржики (Synthliboramphus antiquus), дзьобороги (Cerorhinca monocerata), алеутські пижики (Ptychoramphus aleuticus), топорики (Fratercula cirrhata), тихоокеанські іпатки (Fratercula corniculata), північні качурки (Oceanodroma leucorhoa) та сизі качурки (Oceanodroma furcata) гніздяться в норах, утворюючи колонії, а довгодзьобі пижики (Brachyramphus marmoratus) — на деревах у сосново-тсуґових пралісах. Також уздовж узбережжя архіпелагу гніздяться сотні білоголових орланів (Haliaeetus leucocephalus) та сапсанів (Falco peregrinus pealei).
Герпетофауна екорегіону включає західну американську жабу (Anaxyrus boreas), а також інтродукованих тихоокеанських деревних жаб (Pseudacris regilla) та північних червононогих жаб (Rana aurora). Плазуни на островах регіону відсутні. Серед інших тварин, що зустрічаються в екорегіоні, слід відзначити три види ендемічних турунів та майже ендемічного хайда-гвайського слимака (Staala gwaii)

## Збереження
Майже половина лісів на архіпелазі Хайда-Гваї була знищена внаслідок суцільної вирубки або деградувала. У районах, де відбувалася масова лісозаготівля, почалися серйозні проблеми з ерозією та зсувами, спричинені великою кількістю опадів. Вирубка забезпечила відкритий ландшафт, сприятливий для інтродукованих чорнохвостих оленів. Збільшення кількості оленів та інших інтродукованих тварин, у свою чергу, негативно впливає на місцеву флору та фауну.
Оцінка 2017 року показала, що 7907 км², або 84 % екорегіону, є заповідними територіями. Природоохоронні території включають Національний парк Гваї-Ханаас та Провінційний парк Найкун.